# Championnat d'Europe de rugby à XV 2016-2017
Navigation
Championnat 2014-2016 Championnat 2017-2018
Le championnat d'Europe de rugby à XV 2016-2017 (désigné en anglais sous le terme de International Championships) est une compétition qui réunit les nations membres de Rugby Europe ne participant pas au Tournoi des Six Nations. Trente-cinq nations sont réparties en cinq divisions contre sept auparavant.
Les rencontres du Trophy et des Conférences servent aussi de support pour les Qualifications de la zone Europe pour la Coupe du monde de rugby à XV 2019.

## Équipes engagées
| Niveau | Édition 2014-2016 | Édition 2016-2017                     |
| ------ | ----------------- | ------------------------------------- |
| 1      | Division 1A       | Championship                          |
| 2      | Division 1B       | Trophy                                |
| 3      | Division 2A       | Conférence 1 Nord et Conférence 1 Sud |
| 4      | Division 2B       | Conférence 2 Nord et Conférence 2 Sud |
| 5      | Division 2C       | Développement                         |
| 6      | Division 2D       | N'existent plus                       |
| 7      | Division 3        | N'existent plus                       |

| Équipe    | Édition 2014-2016     |
| --------- | --------------------- |
| Géorgie   | Vainqueur Division 1A |
| Roumanie  | 2e Division 1A        |
| Russie    | 3e Division 1A        |
| Espagne   | 4e Division 1A        |
| Allemagne | 5e Division 1A        |
| Belgique  | Vainqueur Division 1B |

| Équipe   | Édition 2014-2016     |
| -------- | --------------------- |
| Portugal | 6e Division 1A        |
| Ukraine  | 2e Division 1B        |
| Moldavie | 3e Division 1B        |
| Pays-Bas | 4e Division 1B        |
| Pologne  | 5e Division 1B        |
| Suisse   | Vainqueur Division 2A |

| Équipe             | Édition 2014-2016     |
| ------------------ | --------------------- |
| Suède              | 6e Division 1B        |
| République tchèque | 2e Division 2A        |
| Lituanie           | Vainqueur Division 2B |
| Lettonie           | 2e Division 2B        |
| Luxembourg         | Vainqueur Division 2C |

| Équipe  | Édition 2014-2016 |
| ------- | ----------------- |
| Croatie | 3e Division 2A    |
| Malte   | 4e Division 2A    |
| Israël  | 5e Division 2A    |
| Andorre | 3e Division 2B    |
| Chypre  | 4e Division 2B    |

| Équipe   | Édition 2014-2016    |
| -------- | -------------------- |
| Hongrie  | 5e Division 2B       |
| Danemark | 5e Division 2C       |
| Norvège  | 2e Division 2D       |
| Finlande | 2e Division 2D       |
| Estonie  | Vainqueur Division 3 |

| Équipe             | Édition 2014-2016     |
| ------------------ | --------------------- |
| Slovénie           | 2e Division 2C        |
| Serbie             | 3e Division 2C        |
| Autriche           | 4e Division 2C        |
| Bosnie-Herzégovine | Vainqueur Division 2D |
| Turquie            | 3e Division 2D        |

| Équipe     | Édition 2015-2016          |
| ---------- | -------------------------- |
| Bulgarie   | 5e Division 2D (2014-2016) |
| Slovaquie  | 2e Division 3              |
| Monténégro | 3e Division 3              |

## Règlement
La compétition est réorganisée par rapport à la précédente édition. Auparavant sur un cycle de deux années, elle bascule sur un rythme annuel. De plus, la compétition passe de sept à cinq divisions.

### Attribution des points
- Le système d'attribution des points est le suivant :
  - Vainqueur du match : 4 points
  - Match nul : 2 point
  - Perdant du match : 0 points
  - 3 essais de plus minimum par rapport à l'adversaire : 1 point (bonus offensif)
  - Match perdu de 7 points ou moins : 1 point (bonus défensif)
  - Grand Chelem : 1 point[1]

### Départage des équipes
- En cas d'égalité, les critères suivants départagent les équipes :

1. Points de match lors des confrontations directes
2. Plus grand nombre de points inscrits lors des confrontations directes
3. Plus grand nombre d’essais inscrits lors des confrontations directes
4. Différence de points générale
5. Plus grand nombre d’essais dans toutes les rencontres de la poule
6. Plus grand nombre de points dans toutes les rencontres de la poule[1].

### Promotions et relégations - Qualifications pour la Coupe du monde 2019
- Le dernier du Championship affronte à domicile en barrage le vainqueur du Trophy. Le vainqueur du Trophy affronte au troisième tour des barrages de Qualifications de la zone Europe pour la Coupe du monde de rugby à XV 2019 celui des deux premiers tours.
- Le dernier du Trophy est relégué en conférence 1.
- Les vainqueurs des conférences 1 s'affrontent en barrages pour monter en Trophy sur le terrain de l'équipe qui a pris le plus de points lors de ses matches de poule. Ce barrage compte aussi pour le premier tour des Qualifications de la zone Europe pour la Coupe du monde de rugby à XV 2019.
- Le dernier de chaque conférence 1 est relégué en conférence 2.
- Le vainqueur de chaque conférence 2 est promu en conférence 1. Un match de barrage les oppose dans le cadre du premier tour des Qualifications de la zone Europe pour la Coupe du monde de rugby à XV 2019.
- La plus mauvaise équipe de conférence 2 est reléguée en Développement.
- Le vainqueur du Développement est promu en conférence 2[1].

## Championship

### Classement
| Rang | Pays         | J | V | N | D | Bo | Bd | Pm  | Pe  | Diff | Pts  |
| ---- | ------------ | - | - | - | - | -- | -- | --- | --- | ---- | ---- |
| 1    | Géorgie (T)  | 5 | 4 | 0 | 1 | 2  | 1  | 136 | 44  | +92  | 19   |
| 2    | Russie       | 5 | 2 | 0 | 3 | 1  | 0  | 107 | 117 | -10  | 9    |
| 3    | Allemagne    | 5 | 2 | 0 | 3 | 0  | 0  | 121 | 201 | -80  | 8    |
| 4    | Roumanie     | 5 | 4 | 0 | 1 | 2  | 1  | 122 | 78  | +44  | 4¹   |
| 5    | Espagne      | 5 | 3 | 0 | 2 | 1  | 0  | 91  | 54  | +37  | -12¹ |
| 6    | Belgique (P) | 5 | 0 | 0 | 5 | 0  | 2  | 70  | 153 | -83  | -23¹ |

|  | Vainqueur du Championship (no 1).                    |
|  | Barrage promotion/relégation en Championship (no 6). |
|  | T : tenant du titre 2016 • P : promu en 2016         |

¹ La Roumanie a eu quinze points de pénalité pour avoir disputé des matchs avec des joueurs non qualifiés. Pour la même raison, l'Espagne et Belgique ont eu 25 points de pénalité.
À la suite des « incidents » ayant marqué la rencontre entre la Belgique et l’Espagne en 2018 d'une part (faisant suite à la nomination par Rugby Europe d'un trio arbitral roumain alors que l'équipe de Roumanie dépendait de cette rencontre, et aux réserves exprimées par l’Espagne concernée par la qualification sur cette désignation), et d'autre part à une réclamation de la Fédération russe concernant l'éligibilité de certains joueurs roumains ayant disputé des rencontres de ce championnat, le Comité des litiges nommé par de World Rugby a rendu sa décision le 15 mai 2018 : « La Belgique, l'Espagne et la Roumanie ayant aligné cinq joueurs inéligibles, chacune de ces équipes se voit déduire cinq points de championnat pour chaque match auquel un ou plusieurs joueurs inéligibles ont participé » (déduction de 40 points pour l'Espagne et une déduction de 30 points pour la Belgique et la Roumanie). « Par conséquent, sur la base d'un nouveau décompte dans les classements du Championnat d'Europe dans le cadre des qualifications à la Coupe du Monde de Rugby 2019, la Russie se qualifiera en tant que Europe 1 dans la Poule A remplacement de la Roumanie et l'Allemagne remplacera l'Espagne dans le barrage européen contre le Portugal » .

À la suite des appels déposés par la Roumanie et l’Espagne, cette décision a été confirmée la Commission d'appel le 6 juin 2018 . « Conformément aux règlements de World Rugby, la décision de la Commission d’Appel indépendante est irrévocable et exécutoire sans autre droit d’appel. »

### Résultats détaillés

#### Tableau des résultats
| Pays      | ALL   | BEL   | ESP   | GEO   | ROU   | RUS   |
| --------- | ----- | ----- | ----- | ----- | ----- | ----- |
| Allemagne |       | 34-29 | 15-32 |       | 41-38 |       |
| Belgique  |       |       |       | 6-31  | 17-33 | 18-25 |
| Espagne   |       | 30-0  |       | 10-20 |       | 16-6  |
| Géorgie   | 50-6  |       |       |       |       | 28-14 |
| Roumanie  |       |       | 13-3  | 8-7   |       |       |
| Russie    | 52-25 |       |       |       | 10-30 |       |

|  | Victoire à domicile |  | Match nul |  | Défaite à domicile |

#### Détail des résultats
| 11 février 2017 13h15 | Allemagne | 41 - 38 (20 - 24) | Roumanie | Sparda-Bank-Hessen-Stadion, Offenbach-sur-le-Main 3 000 spectateurs Arbitre : Maxime Chalon |
| 11 février 2017 13h15 | Essai(s) : de pénalité (34e), Otto (36e), Barber 2 (57e, 70e), Coetzee (74e) Transformation(s) : Parkinson 5 (34e, 37e, 57e, 70e, 75e) Pénalité(s) : Parkinson (7e) Drop(s) : Parkinson (18e) |                   | Essai(s) : Ursache 2 (19e, 46e), Umaga (23e), Dumitru 2 (29e, 49e) Transformation(s) : Vlaicu 5 (20e, 24e, 30e, 47e, 50e) Pénalité(s) : Vlaicu (3e) | Sparda-Bank-Hessen-Stadion, Offenbach-sur-le-Main 3 000 spectateurs Arbitre : Maxime Chalon |
| 11 février 2017 13h15 | |                   | | Sparda-Bank-Hessen-Stadion, Offenbach-sur-le-Main 3 000 spectateurs Arbitre : Maxime Chalon |

| 11 février 2017 15h00 | Belgique                            | 6 - 31 (0 - 17) | Géorgie | Petit Heysel, Bruxelles 4 000 spectateurs Arbitre : Ben Whitehouse |
| 11 février 2017 15h00 | Pénalité(s) : Williams 2 (42e, 56e) |                 | Essai(s) : Tkhilaishvili (21e), Koshadze (37e), de pénalité (75e), Gorgadze (80e+10) Transformation(s) : Kvirikashvili 3 (22e, 37e, 75e), Malaguradze (80e+10) Pénalité(s) : Kvirikashvili (12e) | Petit Heysel, Bruxelles 4 000 spectateurs Arbitre : Ben Whitehouse |
| 11 février 2017 15h00 |                                     |                 | | Petit Heysel, Bruxelles 4 000 spectateurs Arbitre : Ben Whitehouse |

| 11 février 2017 16h00 | Espagne                                                                                             | 16 - 6 (13 - 6) | Russie                                 | Stade national complutense, Madrid 8 000 spectateurs Arbitre : Dudley Philips |
| 11 février 2017 16h00 | Essai(s) : Gibouin (7e) Transformation(s) : Linklater (8e) Pénalité(s) : Linklater 3 (5e, 20e, 80e) |                 | Pénalité(s) : Kouchnariov 2 (11e, 34e) | Stade national complutense, Madrid 8 000 spectateurs Arbitre : Dudley Philips |
| 11 février 2017 16h00 | |                 |                                        | Stade national complutense, Madrid 8 000 spectateurs Arbitre : Dudley Philips |

| 18 février 2017 13h00 | Roumanie                                                                                   | 13 - 3 (10 - 3) | Espagne                       | Stade Arcul de Triumf, Bucarest Arbitre : E. Rizzo |
| 18 février 2017 13h00 | Essai(s) : Vlaicu (15e) Transformation(s) : Vlaicu (15e) Pénalité(s) : Vlaicu 2 (28e, 56e) |                 | Pénalité(s) : Linklater (19e) | Stade Arcul de Triumf, Bucarest Arbitre : E. Rizzo |
| 18 février 2017 13h00 |                                                                                            |                 |                               | Stade Arcul de Triumf, Bucarest Arbitre : E. Rizzo |

| 18 février 2017 15h00 | Belgique | 18 - 25 (8 - 12) | Russie | Petit Heysel, Bruxelles 2 500 spectateurs Arbitre : Salem Attalah |
| 18 février 2017 15h00 | Essai(s) : Muric (36e), de Molder (45e) Transformation(s) : Williams (47e) Pénalité(s) : Williams 2 (5e, 61e) |                  | Essai(s) : Gressev (2e), Garbouzov (9e), Guerassimov (80e) Transformation(s) : Kouchnariov 2 (3e, 80e) Pénalité(s) : Kouchnariov 2 (55e, 67e) | Petit Heysel, Bruxelles 2 500 spectateurs Arbitre : Salem Attalah |
| 18 février 2017 15h00 | |                  | | Petit Heysel, Bruxelles 2 500 spectateurs Arbitre : Salem Attalah |

| 19 février 2017 15h00 | Géorgie | 50 - 6 (21 - 6) | Allemagne                         | Rustavi Rugby Stadium, Roustavi 3 300 spectateurs Arbitre : Max Burlet |
| 19 février 2017 15h00 | Essai(s) : Koshadze 2 (3e, 27e), Pruidze (17e), Tkhilaishvili 2 (47e, 68e), Gorgadze 2 (56e, 64e), Sharikadze (80e) Transformation(s) : Kvirikashvili 4 (4e, 18e, 28e, 69e), Koshadze (80e) |                 | Pénalité(s) : Parkinson (8e, 24e) | Rustavi Rugby Stadium, Roustavi 3 300 spectateurs Arbitre : Max Burlet |
| 19 février 2017 15h00 | |                 |                                   | Rustavi Rugby Stadium, Roustavi 3 300 spectateurs Arbitre : Max Burlet |

| 4 mars 2017 13h00 | Russie                                                                                         | 10 - 30 (3 - 14) | Roumanie | Stade central, Sotchi 2 000 spectateurs Arbitre : Sean Gallagher |
| 4 mars 2017 13h00 | Essai(s) : Morozov (79e) Transformation(s) : Kouchnariov (79e) Pénalité(s) : Kouchnariov (40e) |                  | Essai(s) : Badiu (8e), Lemnaru (27e), Lucaci (70e), Rose (80e+3) Transformation(s) : Vlaicu 2 (8e, 27e), Calafeteanu (80e+3) Pénalité(s) : Calafeteanu 2 (45e, 47e) | Stade central, Sotchi 2 000 spectateurs Arbitre : Sean Gallagher |
| 4 mars 2017 13h00 |                                                                                                |                  | | Stade central, Sotchi 2 000 spectateurs Arbitre : Sean Gallagher |

| 4 mars 2017 16h00 | Espagne                                                                                  | 10 - 20 (10 - 3) | Géorgie | Estadio Municipal, Medina del Campo 7 200 spectateurs Arbitre : Craig Evans |
| 4 mars 2017 16h00 | Essai(s) : Gavidi (26e) Transformation(s) : Linklater (26e) Pénalité(s) : Linklater (2e) |                  | Essai(s) : Tkhilaishvili (49e), Matiashvili (62e) Transformation(s) : Kvirikashvili 2 (50e, 64e) Pénalité(s) : Kvirikashvili 2 (23e, 79e) | Estadio Municipal, Medina del Campo 7 200 spectateurs Arbitre : Craig Evans |
| 4 mars 2017 16h00 |                                                                                          |                  | | Estadio Municipal, Medina del Campo 7 200 spectateurs Arbitre : Craig Evans |

| 4 mars 2017 16h15 | Allemagne | 34 - 29 (20 - 6) | Belgique | Sparda-Bank-Hessen-Stadion, Offenbach-sur-le-Main 4 126 spectateurs Arbitre : Iñigo Atorrasagasti |
| 4 mars 2017 16h15 | Essai(s) : Otto (6e), Els (34e), Armstrong (45e), Murphy (68e) Transformation(s) : Parkinson 4 (7e, 35e, 46e, 69e) Pénalité(s) : Parkinson 2 (10e, 16e) |                  | Essai(s) : Williams (52e), Pearce (60e), Van Laer (77e) Transformation(s) : Williams (53e) Pénalité(s) : Williams 4 (4e, 20e, 65e, 80e) | Sparda-Bank-Hessen-Stadion, Offenbach-sur-le-Main 4 126 spectateurs Arbitre : Iñigo Atorrasagasti |
| 4 mars 2017 16h15 | |                  | | Sparda-Bank-Hessen-Stadion, Offenbach-sur-le-Main 4 126 spectateurs Arbitre : Iñigo Atorrasagasti |

| 12 mars 2017 18h00 | Géorgie | 28- 14 (14 - 0) | Russie                                                                                | Stade Boris-Paichadze, Tbilissi 52 000 spectateurs Arbitre : Ian Tempest |
| 12 mars 2017 18h00 | Essai(s) : Koshadze (3e), Lobzhanidze 2 (28e, 48e), Kacharava (65e) Transformation(s) : Kvirikashvili 4 (3e, 28e, 48e, 65e) |                 | Essai(s) : Gaïssine (54e), Fedotko (75e) Transformation(s) : Kouchnariov 2 (54e, 75e) | Stade Boris-Paichadze, Tbilissi 52 000 spectateurs Arbitre : Ian Tempest |
| 12 mars 2017 18h00 | |                 |                                                                                       | Stade Boris-Paichadze, Tbilissi 52 000 spectateurs Arbitre : Ian Tempest |

| 11 mars 2017 15h00 | Belgique | 17 - 33 (0 - 14) | Roumanie | Petit Heysel, Bruxelles 3 000 spectateurs Arbitre : Claudio Blessano |
| 11 mars 2017 15h00 | Essai(s) : Reynaert (42e), de Clercq (54e) Transformation(s) : Williams 2 (43e, 55e) Pénalité(s) : Williams (66e) |                  | Essai(s) : Cobden 2 (9e, 21e), van Heerden (49e), Gordaș (71e), Vlaicu (77e) Transformation(s) : Vlaicu 4 (10e, 22e, 50e, 72e) | Petit Heysel, Bruxelles 3 000 spectateurs Arbitre : Claudio Blessano |
| 11 mars 2017 15h00 | |                  | | Petit Heysel, Bruxelles 3 000 spectateurs Arbitre : Claudio Blessano |

| 11 mars 2017 14h00 | Allemagne                                                                                            | 15 - 32 (3 - 29) | Espagne | Sportpark Höhenberg, Cologne 4 500 spectateurs Arbitre : Lloyd Liton |
| 11 mars 2017 14h00 | Essai(s) : Otto (54e), Marks (66e) Transformation(s) : Parkinson (67e) Pénalité(s) : Parkinson (10e) |                  | Essai(s) : Linklater (4e), Castiglioni (26e), Jorba (36e), Rouet (39e) Transformation(s) : Linklater 3 (5e, 26e, 40e) Pénalité(s) : Linklater 2 (13e, 62e) | Sportpark Höhenberg, Cologne 4 500 spectateurs Arbitre : Lloyd Liton |
| 11 mars 2017 14h00 | |                  | | Sportpark Höhenberg, Cologne 4 500 spectateurs Arbitre : Lloyd Liton |

| 18 mars 2017 16h00 | Espagne | 30 - 0 (20 - 0) | Belgique | Stade national complutense, Madrid 7 800 spectateurs Arbitre : Vlad Iordachescu |
| 18 mars 2017 16h00 | Essai(s) : Villanueva (10e), Perrin (17e), Gavidi (74e) Transformation(s) : Linklater 3 (11e, 18e, 75e) Pénalité(s) : Linklater 3 (2e, 28e, 78e) |                 |          | Stade national complutense, Madrid 7 800 spectateurs Arbitre : Vlad Iordachescu |
| 18 mars 2017 16h00 | |                 |          | Stade national complutense, Madrid 7 800 spectateurs Arbitre : Vlad Iordachescu |

| 19 mars 2017 15h00 | Roumanie                                         | 8 - 7 (5 - 7) | Géorgie                                                             | Stade Arcul de Triumf, Bucarest 5 500 spectateurs Arbitre : Ian Davies |
| 19 mars 2017 15h00 | Essai(s) : Fercu (3e) Pénalité(s) : Vlaicu (53e) |               | Essai(s) : Sharikadze (40e) Transformation(s) : Kvirikashvili (40e) | Stade Arcul de Triumf, Bucarest 5 500 spectateurs Arbitre : Ian Davies |
| 19 mars 2017 15h00 |                                                  |               |                                                                     | Stade Arcul de Triumf, Bucarest 5 500 spectateurs Arbitre : Ian Davies |

| 19 mars 2017 14h00 | Russie | 52 - 25 (12 - 7) | Allemagne | Stade central, Sotchi 2 500 spectateurs Arbitre : Cédric Marchat |
| 19 mars 2017 14h00 | Essai(s) : Gaïssine (3e), Simplikevich (31e), Guerassimov 2 (41e, 72e), Ielguine (57e), Artemiev (64e), Krotov (67e), Mikhaltsov (75e) Transformation(s) : Kouchnariov 5 (7e, 41e, 58e, 72e, 76e), Gaïssine (64e) |                  | Essai(s) : Parkinson (11e), Mathurin 2 (60e, 80e) Transformation(s) : Parkinson (12e), Aounallah (61e) Pénalité(s) : Hilsenbeck 2 (47e, 54e) | Stade central, Sotchi 2 500 spectateurs Arbitre : Cédric Marchat |
| 19 mars 2017 14h00 | |                  | | Stade central, Sotchi 2 500 spectateurs Arbitre : Cédric Marchat |

### Effectifs
Effectifs Championship

## Trophy

### Classement
| Rang | Pays         | J | V | N | D | Bo | Bd | Pm  | Pe  | Diff | Pts |
| ---- | ------------ | - | - | - | - | -- | -- | --- | --- | ---- | --- |
| 1    | Portugal (R) | 5 | 5 | 0 | 0 | 4  | 0  | 179 | 37  | +142 | 25  |
| 2    | Pays-Bas     | 5 | 3 | 0 | 2 | 2  | 1  | 159 | 94  | +65  | 15  |
| 3    | Suisse (P)   | 5 | 3 | 0 | 2 | 1  | 0  | 140 | 122 | +18  | 13  |
| 4    | Pologne      | 5 | 3 | 0 | 2 | 0  | 0  | 73  | 73  | 0    | 12  |
| 5    | Moldavie     | 5 | 1 | 0 | 4 | 1  | 1  | 100 | 162 | -62  | 6   |
| 6    | Ukraine      | 5 | 0 | 0 | 5 | 0  | 0  | 52  | 215 | -163 | 0   |

|  | Vainqueur du Trophy et barrage promotion/relégation en Championship (no 1). |
|  | Relégation en Conférence 1 (no 6).                                          |
|  | R : relégué en 2016 • P : promu en 2016                                     |

Le vainqueur du Trophy dispute aussi le troisième tour des barrages de qualifications de la zone Europe pour la Coupe du monde de rugby à XV 2019.

### Résultats détaillés

#### Tableau des résultats
| Pays     | MOL   | PAY   | POL   | POR   | SUI   | UKR   |
| -------- | ----- | ----- | ----- | ----- | ----- | ----- |
| Moldavie |       |       | 3-15  |       |       | 54-15 |
| Pays-Bas | 44-17 |       |       | 10-26 | 38-25 |       |
| Pologne  |       | 14-13 |       |       | 12-22 | 22-0  |
| Portugal | 59-0  |       | 35-10 |       |       |       |
| Suisse   | 29-26 |       |       | 10-28 |       | 54-18 |
| Ukraine  |       | 12-54 |       | 7-31  |       |       |

|  | Victoire à domicile |  | Match nul |  | Défaite à domicile |

#### Détail des résultats
| 24 septembre 2016 | Pologne | 22 - 0 (19 - 0) | Ukraine | Stade du Zagłębie Lubin, Lublin 2 500 spectateurs Arbitre : Dan Jones |
| 24 septembre 2016 | Essai(s) : de pénalité (31e) Transformation(s) : Piotrowicz (32e) Pénalité(s) : Piotrowicz 5 (3e, 11e, 37e, 50e, 70e) |                 |         | Stade du Zagłębie Lubin, Lublin 2 500 spectateurs Arbitre : Dan Jones |
| 24 septembre 2016 | |                 |         | Stade du Zagłębie Lubin, Lublin 2 500 spectateurs Arbitre : Dan Jones |

| 5 novembre 2016 | Ukraine                                                                             | 12 - 54 (0 - 28) | Pays-Bas | Stadium Lviv, Lviv 1 000 spectateurs Arbitre : Paulo Duarte |
| 5 novembre 2016 | Essai(s) : Kulakivskiy (58e), V.Lytvynenko (78e) Transformation(s) : Kosariev (58e) |                  | Essai(s) : Weersma (2e), Gascoigne 2 (19e, 75e), Danen (43e), Visser 2 (47e, 70e), Verbakel (52e) Transformation(s) : McBride 2 (2e, 19e), Weersma 3 (52e, 70e, 75e) Pénalité(s) : McBride (12e), Weersma 3 (24e, 35e) | Stadium Lviv, Lviv 1 000 spectateurs Arbitre : Paulo Duarte |
| 5 novembre 2016 |                                                                                     |                  | | Stadium Lviv, Lviv 1 000 spectateurs Arbitre : Paulo Duarte |

| 12 novembre 2016 | Moldavie | 54 - 15 (28 - 0) | Ukraine | Stadionul Central, Anenii Noi 500 spectateurs Arbitre : Laurent Cardona |
| 12 novembre 2016 | Essai(s) : Gargalic (11e), Prepeliţă 3 (16e, 34e, 70e), Titica 2 (25e, 44e), V. Arhip (50e), Cavcaliuc (77e) Transformation(s) : Golubenco 6 (12e, 17e, 26e, 35e, 45e, 51e), Ungureanu (78e) |                  | Essai(s) : Kosariev (64e), O.Lytvynenko (80e) Transformation(s) : Kosariev (65e) Pénalité(s) : Kosariev (55e) | Stadionul Central, Anenii Noi 500 spectateurs Arbitre : Laurent Cardona |
| 12 novembre 2016 | |                  | | Stadionul Central, Anenii Noi 500 spectateurs Arbitre : Laurent Cardona |

| 19 novembre 2016 | Pays-Bas | 44 - 17 (32 - 12) | Moldavie                                                                             | NRCA Stadium, Amsterdam 3 215 spectateurs Arbitre : Sam Grove-White |
| 19 novembre 2016 | Essai(s) : Roovers (8e), Danen 2 (12e, 27e), Visser (18e), Gascoigne 2 (34e, 70e), M.Darlington (46e) Transformation(s) : Weersma 3 (9e, 12e, 46e) Pénalité(s) : Weersma (6e) |                   | Essai(s) : Gargalic 2 (16e, 76e), V. Arhip (32e) Transformation(s) : Golubenco (32e) | NRCA Stadium, Amsterdam 3 215 spectateurs Arbitre : Sam Grove-White |
| 19 novembre 2016 | |                   |                                                                                      | NRCA Stadium, Amsterdam 3 215 spectateurs Arbitre : Sam Grove-White |

| 19 novembre 2016 | Suisse                                                                                  | 10 - 28 (3 - 10) | Portugal | Stade municipal, Yverdon-les-Bains 2 057 spectateurs Arbitre : Emanuele Tomo |
| 19 novembre 2016 | Essai(s) : de pénalité (51e) Transformation(s) : Perrod (52e) Pénalité(s) : Perrod (6e) |                  | Essai(s) : Bruno (1re), Ribeiro (65e), Sousa Guedes (70e) Transformation(s) : Sousa Guedes 2 (2e, 70e) Pénalité(s) : Sousa Guedes 3 (33e, 54e, 61e) | Stade municipal, Yverdon-les-Bains 2 057 spectateurs Arbitre : Emanuele Tomo |
| 19 novembre 2016 |                                                                                         |                  | | Stade municipal, Yverdon-les-Bains 2 057 spectateurs Arbitre : Emanuele Tomo |

| 26 novembre 2016 | Suisse | 29 - 26 (6 - 12) | Moldavie | Stade municipal, Yverdon-les-Bains 1 030 spectateurs Arbitre : Frank Himmer |
| 26 novembre 2016 | Essai(s) : Escoffier (47e), To'a (70e) Transformation(s) : Perrod 2 (47e, 70e) Pénalité(s) : Perrod 5 (3e, 31e, 58e, 64e, 80e+4) |                  | Essai(s) : Romanov (25e), V. Arhip (37e), Prepeliţă (79e), Ojovan (80e+6) Transformation(s) : Golubenco 3 (37e, 79e, 80e+6) | Stade municipal, Yverdon-les-Bains 1 030 spectateurs Arbitre : Frank Himmer |
| 26 novembre 2016 | |                  | | Stade municipal, Yverdon-les-Bains 1 030 spectateurs Arbitre : Frank Himmer |

| 18 février 2017 | Portugal | 35 - 10 (21 - 10) | Pologne                                                                                        | Stade national du Jamor, Oeiras 2 000 spectateurs Arbitre : Sam Grove-White |
| 18 février 2017 | Essai(s) : Sousa Guedes (13e), Eusébio (16e), Appleton (23e), Domingues (64e), Fragoso Mendes (80e) Transformation(s) : Sousa Guedes 5 (13e, 17e, 24e, 64e, 80e) |                   | Essai(s) : Mchedlidze (34e) Transformation(s) : Piotrowicz (35e) Pénalité(s) : Piotrowicz (2e) | Stade national du Jamor, Oeiras 2 000 spectateurs Arbitre : Sam Grove-White |
| 18 février 2017 | |                   |                                                                                                | Stade national du Jamor, Oeiras 2 000 spectateurs Arbitre : Sam Grove-White |

| 4 mars 2017 | Pays-Bas                                                                            | 10 - 26 (10 - 5) | Portugal | NRCA Stadium, Amsterdam 3 500 spectateurs Arbitre : Giuseppe Vivarini |
| 4 mars 2017 | Essai(s) : Visser (3e) Transformation(s) : McBride (4e) Pénalité(s) : Weersma (39e) |                  | Essai(s) : Almeida 2 (17e, 53e), Ribeiro (57e), G.Uva (73e) Transformation(s) : Penha Costa 3 (54e, 58e, 74e) | NRCA Stadium, Amsterdam 3 500 spectateurs Arbitre : Giuseppe Vivarini |
| 4 mars 2017 |                                                                                     |                  | | NRCA Stadium, Amsterdam 3 500 spectateurs Arbitre : Giuseppe Vivarini |

| 11 mars 2017 | Suisse | 54 - 18 (21 - 13) | Ukraine | Stade des Cherpines, Plan-les-Ouates 2 000 spectateurs Arbitre : Radu Petrescu |
| 11 mars 2017 | Essai(s) : Gery 2 (8e, 55e), Perrod (19e), Gros 2 (48e, 53e), Lin (69e), Wullschleger (77e) Transformation(s) : Perrod 2 (20e, 54e, 56e), Alber 2 (70e, 78e) Pénalité(s) : Perrod 3 (16e, 25e, 40e) |                   | Essai(s) : Radchuk (38e), Aleksandriuk (58e) Transformation(s) : Kosariev (39e) Pénalité(s) : Garkavyi (11e), Kosariev (21e) | Stade des Cherpines, Plan-les-Ouates 2 000 spectateurs Arbitre : Radu Petrescu |
| 11 mars 2017 | |                   | | Stade des Cherpines, Plan-les-Ouates 2 000 spectateurs Arbitre : Radu Petrescu |

| 11 mars 2017 | Portugal | 59 - 0 (28 - 0) | Moldavie | Stade national du Jamor, Oeiras 1 400 spectateurs Arbitre : Stuart Gaffikin |
| 11 mars 2017 | Essai(s) : Foro (2e), Penha Costa 2 (18e, 34e), Pinto Magalhães (40e), Vilela (51e), Rodrigues (60e), Villax (64e), Vasco Ribeiro (73e), Mascarenhas (79e) Transformation(s) : Penha Costa 4 (3e, 19e, 35e, 40e), Leal 3 (61e, 65e, 74e) |                 |          | Stade national du Jamor, Oeiras 1 400 spectateurs Arbitre : Stuart Gaffikin |
| 11 mars 2017 | |                 |          | Stade national du Jamor, Oeiras 1 400 spectateurs Arbitre : Stuart Gaffikin |

| 18 mars 2017 | Moldavie                       | 3 - 15 (3 - 10) | Pologne | Stadionul Central, Anenii Noi 350 spectateurs Arbitre : Alexey Bryzgalin |
| 18 mars 2017 | Pénalité(s) : Constantin (29e) |                 | Essai(s) : Szczepański (18e), Rakowski (68e) Transformation(s) : Piotrowicz (19e) Pénalité(s) : Piotrowicz (33e) | Stadionul Central, Anenii Noi 350 spectateurs Arbitre : Alexey Bryzgalin |
| 18 mars 2017 |                                |                 | | Stadionul Central, Anenii Noi 350 spectateurs Arbitre : Alexey Bryzgalin |

| 18 mars 2017 | Pays-Bas | 38 - 25 (14 - 22) | Suisse | NRCA Stadium, Amsterdam 2 000 spectateurs Arbitre : Iñigo Atorrasagasti |
| 18 mars 2017 | Essai(s) : Nas (23e), Gascoigne (61e), Visser (73e) Transformation(s) : Weersma (73e) Pénalité(s) : Weersma 7 (14e, 32e, 40e, 42e, 50e, 59e, 67e) |                   | Essai(s) : Vogtli (20e), Bernath-Yendt (37e), de pénalité (40e) Transformation(s) : Doy 2 (20e, 40e) Pénalité(s) : Doy 2 (1re, 45e) | NRCA Stadium, Amsterdam 2 000 spectateurs Arbitre : Iñigo Atorrasagasti |
| 18 mars 2017 | |                   | | NRCA Stadium, Amsterdam 2 000 spectateurs Arbitre : Iñigo Atorrasagasti |

| 1er avril 2017 | Ukraine                                                          | 7 - 31 (7 - 14) | Portugal | Spartak Stadium, Odessa 4 000 spectateurs Arbitre : Vlad Iordachescu |
| 1er avril 2017 | Essai(s) : Lytvynenko (39e) Transformation(s) : Delyergiev (40e) |                 | Essai(s) : Pinto Magalhães (10e), Seara Cardoso (29e), Foro (68e), Lino (74e), Penha Costa (79e) Transformation(s) : Penha Costa 3 (11e, 30e, 69e) | Spartak Stadium, Odessa 4 000 spectateurs Arbitre : Vlad Iordachescu |
| 1er avril 2017 |                                                                  |                 | | Spartak Stadium, Odessa 4 000 spectateurs Arbitre : Vlad Iordachescu |

| 8 avril 2017 | Pologne                                                               | 14 - 13 (6 - 13) | Pays-Bas                                                            | Stade Ludwik-Sobolewski, Łódź 8 500 spectateurs Arbitre : Tual Trainini |
| 8 avril 2017 | Essai(s) : Brzezicki (53e) Pénalité(s) : Piotrowicz 3 (10e, 40e, 74e) |                  | Essai(s) : Carroll (28e), Visser (38e) Pénalité(s) : Gascoigne (7e) | Stade Ludwik-Sobolewski, Łódź 8 500 spectateurs Arbitre : Tual Trainini |
| 8 avril 2017 |                                                                       |                  |                                                                     | Stade Ludwik-Sobolewski, Łódź 8 500 spectateurs Arbitre : Tual Trainini |

| 22 avril 2017 | Pologne                                                                 | 12 - 22 (0 - 14) | Suisse | Stade Kazimierz-Sosnkowski, Varsovie 8 100 spectateurs Arbitre : Matthew Carley |
| 22 avril 2017 | Essai(s) : Lament (67e), Zeszutek (78e) Transformation(s) : Gasik (68e) |                  | Essai(s) : Heinrich 2 (2e, 44e), Lin (39e) Transformation(s) : Hirsch 2 (3e, 40e) Pénalité(s) : Hirsch (80e) | Stade Kazimierz-Sosnkowski, Varsovie 8 100 spectateurs Arbitre : Matthew Carley |
| 22 avril 2017 |                                                                         |                  | | Stade Kazimierz-Sosnkowski, Varsovie 8 100 spectateurs Arbitre : Matthew Carley |

### Effectifs
Effectifs Trophy

## Conférence 1
Les vainqueurs des conférences 1 Nord et Sud s'affrontent en barrages pour monter en Trophy sur le terrain de l'équipe qui a pris le plus de points lors de ses matchs de poule. Ce barrage compte aussi pour le premier tour des Qualifications de la zone Europe pour la Coupe du monde de rugby à XV 2019.

### Conférence 1 Nord

#### Classement
| Rang | Pays               | J | V | N | D | Bo | Bd | Pm  | Pe  | Diff | Pts |
| ---- | ------------------ | - | - | - | - | -- | -- | --- | --- | ---- | --- |
| 1    | République tchèque | 4 | 4 | 0 | 0 | 3  | 0  | 158 | 26  | +132 | 19  |
| 2    | Lituanie           | 4 | 3 | 0 | 1 | 2  | 0  | 93  | 47  | +46  | 14  |
| 3    | Lettonie           | 4 | 2 | 0 | 2 | 0  | 1  | 56  | 98  | -42  | 9   |
| 4    | Suède (R)          | 4 | 1 | 0 | 3 | 1  | 1  | 56  | 124 | -68  | 6   |
| 5    | Luxembourg (P)     | 4 | 0 | 0 | 4 | 0  | 1  | 39  | 107 | -68  | 1   |

|  | Vainqueur de la Conférence 1 Nord et barrage de promotion en Trophy (no 1). |
|  | Relégation en Conférence 2 (no 5).                                          |
|  | R : relégué en 2016 • P : promu en 2016                                     |

#### Résultats détaillés

##### Tableau des résultats
| Pays               | LET  | LIT   | LUX   | REP   | SUE  |
| ------------------ | ---- | ----- | ----- | ----- | ---- |
| Lettonie           |      |       | 31-24 |       | 16-9 |
| Lituanie           | 11-6 |       | 24-12 |       |      |
| Luxembourg         |      |       |       | 3-33  | 0-19 |
| République tchèque | 54-3 | 15-6  |       |       |      |
| Suède              |      | 14-52 |       | 14-56 |      |

|  | Victoire à domicile |  | Match nul |  | Défaite à domicile |

##### Détail des résultats
| 3 septembre 2016 | Suède                                                                       | 14 - 56 (0 - 28) | République tchèque | Korsängens Rugby Arena, Enköping 400 spectateurs Arbitre : Maxime Burlet |
| 3 septembre 2016 | Essai(s) : Njuru (72e), Bobby (79e) Transformation(s) : Murphy 2 (73e, 79e) |                  | Essai(s) : Havel 3 (7e, 23e, 60e), Charvát (18e), Stejskal (36e), Pantůček (48e), Wognitch (70e), Olbrich (76e) Transformation(s) : Forst 8 (8e, 19e, 24e, 37e, 48e, 61e, 71e, 77e) | Korsängens Rugby Arena, Enköping 400 spectateurs Arbitre : Maxime Burlet |
| 3 septembre 2016 |                                                                             |                  | | Korsängens Rugby Arena, Enköping 400 spectateurs Arbitre : Maxime Burlet |

| 22 octobre 2016 | Lettonie | 31 - 24 (19 - 12) | Luxembourg                                                                                               | Jelgava Stadium, Jelgava 450 spectateurs Arbitre : Tomáš Tuma |
| 22 octobre 2016 | Essai(s) : Balodis (10e), Raņķis (16e), Cirša (26e), Šefanovskis (44e), R. Davidsons (67e) Transformation(s) : R. Davidsons 3 (17e, 27e, 45e) |                   | Essai(s) : Rezapour (19e), Dozin (30e), Dennis (48e), Vert (55e) Transformation(s) : Browne 2 (31e, 56e) | Jelgava Stadium, Jelgava 450 spectateurs Arbitre : Tomáš Tuma |
| 22 octobre 2016 | |                   | | Jelgava Stadium, Jelgava 450 spectateurs Arbitre : Tomáš Tuma |

| 5 novembre 2016 | Lituanie                                                                            | 11 - 6 (3 - 3) | Lettonie                                | Savivaldbye Stadium, Šiauliai 500 spectateurs Arbitre : Artur Kaptyukh |
| 5 novembre 2016 | Essai(s) : D. Vilimavicius (73e) Pénalité(s) : Marcisauskas (15e), Taujanskas (80e) |                | Pénalité(s) : R. Davidsons 2 (28e, 78e) | Savivaldbye Stadium, Šiauliai 500 spectateurs Arbitre : Artur Kaptyukh |
| 5 novembre 2016 |                                                                                     |                |                                         | Savivaldbye Stadium, Šiauliai 500 spectateurs Arbitre : Artur Kaptyukh |

| 5 novembre 2016 | Luxembourg | 0 - 19 (0 - 19)                                                                                   | Suède | Stade Josy-Barthel, Luxembourg 1 200 spectateurs Arbitre : Luca Trentin |
| 5 novembre 2016 |            | Essai(s) : Darbyshire (6e), Ekstrand (14e), Enstad (27e) Transformation(s) : Erasmus 2 (15e, 28e) |       | Stade Josy-Barthel, Luxembourg 1 200 spectateurs Arbitre : Luca Trentin |
| 5 novembre 2016 |            |                                                                                                   |       | Stade Josy-Barthel, Luxembourg 1 200 spectateurs Arbitre : Luca Trentin |

| 12 novembre 2016 | République tchèque                                                                           | 15 - 6 (12 - 0) | Lituanie                                   | RC Tatra Smíchov, Prague 1 500 spectateurs Arbitre : Nika Amashukelli |
| 12 novembre 2016 | Essai(s) : Rohlík (2e), Rapant (8e) Transformation(s) : Forst (9e) Pénalité(s) : Forst (66e) |                 | Pénalité(s) : D. Vilimavicius 2 (49e, 63e) | RC Tatra Smíchov, Prague 1 500 spectateurs Arbitre : Nika Amashukelli |
| 12 novembre 2016 |                                                                                              |                 |                                            | RC Tatra Smíchov, Prague 1 500 spectateurs Arbitre : Nika Amashukelli |

| 15 avril 2017 | République tchèque | 54 - 3 (19 - 3) | Lettonie                         | Stadion Markéta, Prague 1 000 spectateurs Arbitre : Gabriel Chirnoaga |
| 15 avril 2017 | Essai(s) : Loutocký (3e), de pénalité (21e), Hruška 2 (24e, 79e), Kutil (45e), Čížek (63e), Pantůček (72e), Forst (80e+5) Transformation(s) : Forst 7 (4e, 22e, 46e, 64e, 73e, 80e, 80e+6) |                 | Pénalité(s) : R. Davidsons (26e) | Stadion Markéta, Prague 1 000 spectateurs Arbitre : Gabriel Chirnoaga |
| 15 avril 2017 | |                 |                                  | Stadion Markéta, Prague 1 000 spectateurs Arbitre : Gabriel Chirnoaga |

| 22 avril 2017 | Lituanie | 24 - 12 (12 - 9) | Luxembourg                                 | Aukštaitija Stadium, Panevėžys 450 spectateurs Arbitre : Michael Hawkins |
| 22 avril 2017 | Essai(s) : Taujanskas (11e), Vaitkevičius 2 (40e, 48e), Tautkus (53e) Transformation(s) : Taujanskas (11e), Alasauskis (53e) |                  | Pénalité(s) : Browne 4 (3e, 21e, 27e, 43e) | Aukštaitija Stadium, Panevėžys 450 spectateurs Arbitre : Michael Hawkins |
| 22 avril 2017 | |                  |                                            | Aukštaitija Stadium, Panevėžys 450 spectateurs Arbitre : Michael Hawkins |

| 29 avril 2017 | Lettonie | 16 - 9 (13 - 3) | Suède                                  | Jāņa Daliņa stadions, Valmiera 500 spectateurs Arbitre : Sam Grove-White |
| 29 avril 2017 | Essai(s) : Perkons (23e) Transformation(s) : R. Davidsons (24e) Pénalité(s) : R. Davidsons 3 (5e, 20e, 72e) |                 | Pénalité(s) : Murphy 3 (28e, 57e, 70e) | Jāņa Daliņa stadions, Valmiera 500 spectateurs Arbitre : Sam Grove-White |
| 29 avril 2017 | |                 |                                        | Jāņa Daliņa stadions, Valmiera 500 spectateurs Arbitre : Sam Grove-White |

| 6 mai 2017 | Suède                                                                 | 14 - 52 (7 - 38) | Lituanie | Korsängens Rugby Arena, Enköping 320 spectateurs Arbitre : K. O'Brien |
| 6 mai 2017 | Essai(s) : Enstad 2 (24e, 58e) Transformation(s) : Duffy 2 (25e, 59e) |                  | Essai(s) : Misevicius (2e), D. Vilimavicius (12e), Lianzbergas (15e), Vasiliauskas 2 (19e, 75e), Radzius 2 (36e, 43e) Transformation(s) : Alasauskis 7 (2e, 13e, 16e, 20e, 37e, 45e, 75e) Pénalité(s) : Alasauskis (29e) | Korsängens Rugby Arena, Enköping 320 spectateurs Arbitre : K. O'Brien |
| 6 mai 2017 |                                                                       |                  | | Korsängens Rugby Arena, Enköping 320 spectateurs Arbitre : K. O'Brien |

| 6 mai 2017 | Luxembourg                | 3 - 33 (3 - 19) | République tchèque | Stade Josy-Barthel, Luxembourg 1 200 spectateurs Arbitre : Craig Maxwell Keys |
| 6 mai 2017 | Pénalité(s) : Dozin (10e) |                 | Essai(s) : Loutocky 2 (7e, 19e), Forst (40e), de pénalité 2 (58e, 78e) Transformation(s) : Jursik (8e), Forst 3 (40e, 59e, 78e) | Stade Josy-Barthel, Luxembourg 1 200 spectateurs Arbitre : Craig Maxwell Keys |
| 6 mai 2017 |                           |                 | | Stade Josy-Barthel, Luxembourg 1 200 spectateurs Arbitre : Craig Maxwell Keys |

### Conférence 1 Sud

#### Classement
| Rang | Pays    | J | V | N | D | Bo | Bd | Pm  | Pe  | Diff | Pts |
| ---- | ------- | - | - | - | - | -- | -- | --- | --- | ---- | --- |
| 1    | Malte   | 4 | 3 | 1 | 0 | 3  | 0  | 147 | 49  | +98  | 17  |
| 2    | Israël  | 4 | 3 | 0 | 1 | 2  | 0  | 135 | 100 | +35  | 14  |
| 3    | Croatie | 4 | 2 | 1 | 1 | 1  | 1  | 106 | 79  | +27  | 12  |
| 4    | Andorre | 4 | 1 | 0 | 3 | 0  | 0  | 62  | 181 | -119 | 4   |
| 5    | Chypre  | 4 | 0 | 0 | 4 | 0  | 2  | 72  | 113 | -41  | 2   |

|  | Vainqueur de la Conférence 1 Sud et barrage de promotion en Trophy (no 1). |
|  | Relégation en Conférence 2 (no 5).                                         |
|  | R : relégué en 2016 • P : promu en 2016                                    |

#### Résultats détaillés

##### Tableau des résultats
| Pays    | AND   | CHY   | CRO   | ISR   | MAL   |
| ------- | ----- | ----- | ----- | ----- | ----- |
| Andorre |       | 15-14 |       |       | 15-63 |
| Chypre  |       |       | 27-29 | 28-38 |       |
| Croatie | 47-15 |       |       |       | 14-14 |
| Israël  | 57-17 |       | 23-16 |       |       |
| Malte   |       | 31-3  |       | 39-17 |       |

|  | Victoire à domicile |  | Match nul |  | Défaite à domicile |

##### Détail des résultats
| 22 octobre 2016 | Andorre                                                                                                | 15 - 63 (3 - 32) | Malte | Estadi Nacional, Andorre-la-Vieille 400 spectateurs Arbitre : Riccardo Angelucci |
| 22 octobre 2016 | Essai(s) : A. Canturri (52e), Torrent (72e) Transformation(s) : Abello (52e) Pénalité(s) : Abello (5e) |                  | Essai(s) : Holloway (14e), Kirk 4 (24e, 28e, 42e, 48e), Apsee 2 (32e, 46e), Quarendon (63e), Watts (76e) Transformation(s) : Morris 6 (15e, 25e, 29e, 43e, 47e, 77e) Pénalité(s) : Morris 2 (3e, 10e) | Estadi Nacional, Andorre-la-Vieille 400 spectateurs Arbitre : Riccardo Angelucci |
| 22 octobre 2016 | |                  | | Estadi Nacional, Andorre-la-Vieille 400 spectateurs Arbitre : Riccardo Angelucci |

| 29 octobre 2016 | Malte | 31 - 3 (7 - 3) | Chypre                       | Hibernians Stadium, Paola Arbitre : Ariel Cabral |
| 29 octobre 2016 | Essai(s) : ? (40e), Kirk 2 (45e, 53e), O'Brien (71e), Apsee (80e+2) Transformation(s) : ? (40e+1), Morris 2 (45e, 80e+3) |                | Pénalité(s) : Zavallis (35e) | Hibernians Stadium, Paola Arbitre : Ariel Cabral |
| 29 octobre 2016 | |                |                              | Hibernians Stadium, Paola Arbitre : Ariel Cabral |

| 29 octobre 2016 | Croatie | 47 - 15 (40 - 3) | Andorre                                                                                    | Stadion Stari plac, Split 1 000 spectateurs Arbitre : Ionut Bodea |
| 29 octobre 2016 | Essai(s) : Majkić 2 (2e, 9e), Burazin 2 (6e, 18e), Ozich (15e), Ayoub 2 (33e, 55e) Transformation(s) : Ayoub 6 (3e, 6e, 10e, 16e, 34e, 56e) |                  | Essai(s) : Mitjana 2 (51e, 76e) Transformation(s) : Abello (52e) Pénalité(s) : Fajol (1re) | Stadion Stari plac, Split 1 000 spectateurs Arbitre : Ionut Bodea |
| 29 octobre 2016 | |                  |                                                                                            | Stadion Stari plac, Split 1 000 spectateurs Arbitre : Ionut Bodea |

| 5 novembre 2016 | Israël | 23 - 16 (20 - 6) | Croatie                                                                                     | Wingate Institute, Netanya 1 700 spectateurs Arbitre : John Catteau |
| 5 novembre 2016 | Essai(s) : Kakoun (4e), Goldstein (31e), J. Radashkovich (38e) Transformation(s) : Abutbul (31e) Pénalité(s) : Abutbul 2 (19e, 57e) |                  | Essai(s) : Rowe (72e) Transformation(s) : Ayoub (72e) Pénalité(s) : Ayoub 3 (18e, 28e, 47e) | Wingate Institute, Netanya 1 700 spectateurs Arbitre : John Catteau |
| 5 novembre 2016 | |                  |                                                                                             | Wingate Institute, Netanya 1 700 spectateurs Arbitre : John Catteau |

| 12 novembre 2016 | Chypre | 28 - 38 (18 - 17) | Israël | Paphiako Stadium, Paphos 500 spectateurs Arbitre : Matěj Rázga |
| 12 novembre 2016 | Essai(s) : Fell (12e), Holden (26e), Peters (41e) Transformation(s) : Holden 2 (12e, 41e) Pénalité(s) : Holden 3 (25e, 39e, 69e) |                   | Essai(s) : J. Radashkovich (2e), Kakoun (17e), Burden (32e), Abutbul 2 (60e, 62e), Matisis (78e) Transformation(s) : Abutbul (32e) Pénalité(s) : Abutbul 2 (48e, 80e+5) | Paphiako Stadium, Paphos 500 spectateurs Arbitre : Matěj Rázga |
| 12 novembre 2016 | |                   | | Paphiako Stadium, Paphos 500 spectateurs Arbitre : Matěj Rázga |

| 11 février 2017 | Andorre                                          | 15 - 14 (0 - 7) | Chypre                                                                          | Estadi Nacional, Andorre-la-Vieille 1 000 spectateurs Arbitre : Philippe Lenne |
| 11 février 2017 | Essai(s) : Raya (46e), Fajol (69e), Dawson (79e) |                 | Essai(s) : Peters (39e), Burns (42e) Transformation(s) : Ioannides 2 (40e, 43e) | Estadi Nacional, Andorre-la-Vieille 1 000 spectateurs Arbitre : Philippe Lenne |
| 11 février 2017 |                                                  |                 |                                                                                 | Estadi Nacional, Andorre-la-Vieille 1 000 spectateurs Arbitre : Philippe Lenne |

| 8 avril 2017 | Israël | 57 - 17 (23 - 10) | Andorre | Wingate Institute, Netanya 700 spectateurs Arbitre : Yann Benoit |
| 8 avril 2017 | Essai(s) : Goldstein (6e), Zidani (18e), Abutbul 2 (31e, 50e), Hayman (43e), Perl (68e), Gikashvili (73e), Radashkovich (79e), Brosh (80e) Transformation(s) : Abutbul 3 (32e, 51e, 80e) Pénalité(s) : Abutbul 2 (22e, 24e) |                   | Essai(s) : Ambor (40e), Quintino (58e) Transformation(s) : Ginesta 2 (40e, 59e) Pénalité(s) : Ginesta (4e) | Wingate Institute, Netanya 700 spectateurs Arbitre : Yann Benoit |
| 8 avril 2017 | |                   | | Wingate Institute, Netanya 700 spectateurs Arbitre : Yann Benoit |

| 22 avril 2017 | Malte | 39 - 17 (19 - 10) | Israël | Hibernians Stadium, Paola 1 500 spectateurs Arbitre : Pierre Brousset |
| 22 avril 2017 | Essai(s) : Kirk (9e), Apsee (16e), Busuttil (55e), Harvey (75e), Dudman (79e) Transformation(s) : Morris (56e) Pénalité(s) : Morris 4 (5e, 26e, 36e, 58e) |                   | Essai(s) : Radashkovich (21e), Abutbul (41e) Transformation(s) : Abutbul 2 (22e, 42e) Pénalité(s) : Abutbul (8e) | Hibernians Stadium, Paola 1 500 spectateurs Arbitre : Pierre Brousset |
| 22 avril 2017 | |                   | | Hibernians Stadium, Paola 1 500 spectateurs Arbitre : Pierre Brousset |

| 29 avril 2017 | Croatie                                                                                  | 14 - 14 (0 - 3) | Malte                                                            | Stadion NŠC Stjepan Spajić, Zagreb 1 500 spectateurs Arbitre : Jorge Molpeces |
| 29 avril 2017 | Essai(s) : Buljac (55e), Altamirano (60e) Transformation(s) : Ayoub (57e), Jurišić (61e) |                 | Essai(s) : Busuttil (52e) Pénalité(s) : Morris 3 (19e, 48e, 70e) | Stadion NŠC Stjepan Spajić, Zagreb 1 500 spectateurs Arbitre : Jorge Molpeces |
| 29 avril 2017 |                                                                                          |                 |                                                                  | Stadion NŠC Stjepan Spajić, Zagreb 1 500 spectateurs Arbitre : Jorge Molpeces |

| 6 mai 2017 | Chypre | 27 - 29 (20 - 3) | Croatie | Paphiako Stadium, Paphos 500 spectateurs Arbitre : Nigel Correll |
| 6 mai 2017 | Essai(s) : Agathokleous (28e), Fell (40e), Burns (68e) Transformation(s) : Fell 2 (29e, 40e), Agathokleous (70e) Pénalité(s) : Fell 2 (2e, 15e) |                  | Essai(s) : Brajkovic (50e), Jurišić (62e), Rowe (66e), Kovačić (77e) Transformation(s) : Jurišić 2 (51e, 63e), Kovačić (78e) Pénalité(s) : Jurišić (10e) | Paphiako Stadium, Paphos 500 spectateurs Arbitre : Nigel Correll |
| 6 mai 2017 | |                  | | Paphiako Stadium, Paphos 500 spectateurs Arbitre : Nigel Correll |

## Conférence 2
Le vainqueur de chaque Conférence 2 Nord et Sud est promu en Conférence 1. Un match de barrage les oppose dans le cadre du premier tour des Qualifications de la zone Europe pour la Coupe du monde de rugby à XV 2019.

### Conférence 2 Nord

#### Classement
| Rang | Pays        | J | V | N | D | Bo | Bd | Pm  | Pe  | Diff | Pts |
| ---- | ----------- | - | - | - | - | -- | -- | --- | --- | ---- | --- |
| 1    | Hongrie (R) | 4 | 4 | 0 | 0 | 3  | 0  | 157 | 30  | +127 | 19  |
| 2    | Danemark    | 4 | 3 | 0 | 1 | 3  | 0  | 161 | 42  | +119 | 15  |
| 3    | Norvège     | 4 | 2 | 0 | 2 | 1  | 0  | 98  | 109 | -11  | 9   |
| 4    | Finlande    | 4 | 1 | 0 | 3 | 1  | 0  | 92  | 144 | -52  | 5   |
| 5    | Estonie (P) | 4 | 0 | 0 | 4 | 0  | 0  | 39  | 222 | -183 | 0   |

|  | Vainqueur de la Conférence 2 Nord et promotion en Conférence 1 (no 1). |
|  | R : relégué en 2016 • P : promu en 2016                                |

#### Résultats détaillés

##### Tableau des résultats
| Pays     | DAN   | EST   | FIN   | HON  | NOR  |
| -------- | ----- | ----- | ----- | ---- | ---- |
| Danemark |       |       | 53-5  |      | 20-0 |
| Estonie  | 12-75 |       |       | 5-53 |      |
| Finlande |       | 51-6  |       | 5-37 |      |
| Hongrie  | 25-13 |       |       |      | 42-7 |
| Norvège  |       | 43-16 | 48-31 |      |      |

|  | Victoire à domicile |  | Match nul |  | Défaite à domicile |

##### Détail des résultats
| 1er octobre 2016 | Estonie                    | 5 - 53 (0 - 27) | Hongrie | Kalevi Keskstaadion, Tallinn 200 spectateurs Arbitre : George Kopp |
| 1er octobre 2016 | Essai(s) : Martinson (50e) |                 | Essai(s) : Collet 3 (16e, 25e, 58e), Kiss (19e), Drabbant 2 (54e, 71e), Ágotai (77e) Transformation(s) : Collet 5 (17e, 19e, 58e, 72e, 77e), Sacase (25e) Pénalité(s) : Collet 2 (14e, 23e) | Kalevi Keskstaadion, Tallinn 200 spectateurs Arbitre : George Kopp |
| 1er octobre 2016 |                            |                 | | Kalevi Keskstaadion, Tallinn 200 spectateurs Arbitre : George Kopp |

| 8 octobre 2016 | Norvège | 48 - 31 (15 - 26) | Finlande | Stade du Bislett, Oslo Arbitre : Alfonso Nogueria |
| 8 octobre 2016 | Essai(s) : Elliot 2 (20e, 79e), Guardia 2 (25e, 53e), ? (62e), Nygaard (66e), Buncle (72e) Transformation(s) : Jones (21e), Cummins 3 (35e, 72e, 80e), ? (62e) Pénalité(s) : Cummins (33e) |                   | Essai(s) : Kekeläinen (4e), Viljanen (17e), Konttila (29e), Sleath (35e), Repo (43e) Transformation(s) : Viljanen 3 (5e, 18e, 29e) | Stade du Bislett, Oslo Arbitre : Alfonso Nogueria |
| 8 octobre 2016 | |                   | | Stade du Bislett, Oslo Arbitre : Alfonso Nogueria |

| 8 octobre 2016 | Hongrie | 25 - 13 (20 - 3) | Danemark                                                                                   | Ferences pálya, Esztergom Arbitre : Hrvoje Bartolic |
| 8 octobre 2016 | Essai(s) : Katona (28e), Drabbant (39e), Ducrocq (45e) Transformation(s) : Sacase (29e), Collet (40e) Pénalité(s) : Sacase 2 (10e, 16e) |                  | Essai(s) : Tell (73e) Transformation(s) : Bjerrum (73e) Pénalité(s) : Bjerrum 2 (13e, 47e) | Ferences pálya, Esztergom Arbitre : Hrvoje Bartolic |
| 8 octobre 2016 | |                  |                                                                                            | Ferences pálya, Esztergom Arbitre : Hrvoje Bartolic |

| 22 octobre 2016 | Finlande | 51 - 6 (18 - 6) | Estonie                          | Myllypuro Sports Park, Helsinki 300 spectateurs Arbitre : Ramūnas Grumbinas |
| 22 octobre 2016 | Essai(s) : Aro (2e), Pääkkö (17e), Viljanen 3 (32e, 60e, 74e), Keränen (41e), Lammi (63e), Hennessy (72e) Transformation(s) : Lammi 4 (61e, 64e, 73e, 75e) Pénalité(s) : Viljanen (37e) |                 | Pénalité(s) : Veebel 2 (9e, 35e) | Myllypuro Sports Park, Helsinki 300 spectateurs Arbitre : Ramūnas Grumbinas |
| 22 octobre 2016 | |                 |                                  | Myllypuro Sports Park, Helsinki 300 spectateurs Arbitre : Ramūnas Grumbinas |

| 22 octobre 2016 | Danemark | 20 - 0 (17 -0) | Norvège | Odense Atletikstadion, Odense 500 spectateurs Arbitre : Dan Maughan |
| 22 octobre 2016 | Essai(s) : Mayne (5e), Tell (30e), Hounou (34e) Transformation(s) : J. Jensen (30e) Pénalité(s) : Thimothee (54e) |                |         | Odense Atletikstadion, Odense 500 spectateurs Arbitre : Dan Maughan |
| 22 octobre 2016 | |                |         | Odense Atletikstadion, Odense 500 spectateurs Arbitre : Dan Maughan |

| 22 avril 2017 | Danemark | 53 - 5 (29 - 0) | Finlande                | Odense Atletikstadion, Odense 450 spectateurs Arbitre : Darek Reks |
| 22 avril 2017 | Essai(s) : Dufke (5e), M. Jensen 2 (9e, (19e), Graagaard (12e), Madsen (38e), M. Hansen 2 (43e, 64e), J. Jensen (55e), Mayne (69e) Transformation(s) : Bjerrum 2 (10e, 20e), Eyles 2 (65e, 70e) |                 | Essai(s) : Pääkkö (67e) | Odense Atletikstadion, Odense 450 spectateurs Arbitre : Darek Reks |
| 22 avril 2017 | |                 |                         | Odense Atletikstadion, Odense 450 spectateurs Arbitre : Darek Reks |

| 22 avril 2017 | Hongrie | 42 - 7 (32 - 0) | Norvège                                                       | Ferences pálya, Esztergom 500 spectateurs Arbitre : Łukasz Jasiński |
| 22 avril 2017 | Essai(s) : Zair (2e), Szalai (16e), Katona 2 (22e, 38e), Stiglmayer (27e), Drabbant (42e), Collet (47e) Transformation(s) : Sacase 2 (17e, 28e) Pénalité(s) : Sacase (10e) |                 | Essai(s) : Botha (65e) Transformation(s) : Høen Laukvik (66e) | Ferences pálya, Esztergom 500 spectateurs Arbitre : Łukasz Jasiński |
| 22 avril 2017 | |                 |                                                               | Ferences pálya, Esztergom 500 spectateurs Arbitre : Łukasz Jasiński |

| 29 avril 2017 | Estonie                                                               | 12 - 75 (0 - 60) | Danemark | Kalevi Keskstaadion, Tallinn 50 spectateurs Arbitre : George Mossford |
| 29 avril 2017 | Essai(s) : Kalso (46e), Pallas (57e) Transformation(s) : Pallas (57e) |                  | Essai(s) : J. Jensen 2 (6e, 12e), Bjerrum 2 (9e, 50e), Aagaard 3 (16e, 27e, 36e), Attali (22e), Mcintosh (32e), Andresen (39e), Graagaard (40e), Mayne (52e), Mackeprang (72e) Transformation(s) : Bjerrum 5 (7e, 12e, 33e, 36e, 40e) | Kalevi Keskstaadion, Tallinn 50 spectateurs Arbitre : George Mossford |
| 29 avril 2017 |                                                                       |                  | | Kalevi Keskstaadion, Tallinn 50 spectateurs Arbitre : George Mossford |

| 6 mai 2017 | Finlande                | 5 - 37 (5 - 6) | Hongrie | Myllypuro Sports Park, Helsinki 400 spectateurs Arbitre : Kevin Sulejmani |
| 6 mai 2017 | Essai(s) : Sleath (30e) |                | Essai(s) : Collet 2 (58e, 77e), Sacase (62e), Kiss (80e) Transformation(s) : Sacase 4 (59e, 63e, 78e, 80e+1) Pénalité(s) : Sacase 3 (20e, 37e, 45e) | Myllypuro Sports Park, Helsinki 400 spectateurs Arbitre : Kevin Sulejmani |
| 6 mai 2017 |                         |                | | Myllypuro Sports Park, Helsinki 400 spectateurs Arbitre : Kevin Sulejmani |

| 6 mai 2017 | Norvège | 43 - 16 (17 - 13) | Estonie                                                                                         | Stade du Bislett, Oslo 500 spectateurs Arbitre : Rami Aro |
| 6 mai 2017 | Essai(s) : Botha 2 (7e, 53e), Thorkildsen (22e), Carry Nygaard 2 (43e, 48e), Abramishvili (64e) Transformation(s) : Hoen Laukvik 5 (8e, 23e, 44e, 54e, 64e) Pénalité(s) : Hoen Laukvik (16e) |                   | Essai(s) : Lomp (38e) Transformation(s) : Wallace (39e) Pénalité(s) : Wallace 3 (14e, 18e, 51e) | Stade du Bislett, Oslo 500 spectateurs Arbitre : Rami Aro |
| 6 mai 2017 | |                   |                                                                                                 | Stade du Bislett, Oslo 500 spectateurs Arbitre : Rami Aro |

### Conférence 2 Sud
- La Turquie déclare forfait pour cause de problèmes financiers. Ainsi, leurs matchs seront perdus 25-0[5].

#### Classement
| Rang | Pays               | J | V | N | D | Bo | Bd | Pm  | Pe  | Diff | Pts |
| ---- | ------------------ | - | - | - | - | -- | -- | --- | --- | ---- | --- |
| 1    | Bosnie-Herzégovine | 4 | 3 | 0 | 1 | 0  | 1  | 90  | 54  | +36  | 13  |
| 2    | Autriche           | 4 | 3 | 0 | 1 | 0  | 0  | 79  | 51  | +28  | 12  |
| 3    | Slovénie           | 4 | 2 | 0 | 2 | 1  | 1  | 114 | 48  | +66  | 10  |
| 4    | Serbie             | 4 | 2 | 0 | 2 | 1  | 0  | 77  | 107 | -30  | 9   |
| 5    | Turquie            | 4 | 0 | 0 | 4 | 0  | 0  | 0   | 100 | -100 | 0   |

|  | Vainqueur de la Conférence 2 Sud et promotion en Conférence 1 (no 1). |
|  | Relégation en Développement (plus mauvais bilan Conférence 2).        |
|  | R : relégué en 2016 • P : promu en 2016                               |

#### Résultats détaillés

##### Tableau des résultats
| Pays               | AUT   | BOS   | SER   | SLO  | TUR  |
| ------------------ | ----- | ----- | ----- | ---- | ---- |
| Autriche           |       | 29-22 |       | 13-0 |      |
| Bosnie-Herzégovine |       |       | 21-10 |      | 25-0 |
| Serbie             | 29-12 |       |       |      | 25-0 |
| Slovénie           |       | 15-22 | 74-13 |      |      |
| Turquie            | 0-25  |       |       | 0-25 |      |

|  | Victoire à domicile |  | Match nul |  | Défaite à domicile |

##### Détail des résultats
| 8 octobre 2016 | Autriche | 29 - 22 (9 - 15) | Bosnie-Herzégovine | Wiener Sportclub-Platz, Vienne 700 spectateurs Arbitre : Štěpán Čekal |
| 8 octobre 2016 | Essai(s) : Lynton-Evans (52e), Preclik (63e) Transformation(s) : Navas 2 (53e, 64e) Pénalité(s) : Navas 5 (9e, 23e, 33e, 60e, 73e) |                  | Essai(s) : Bišić (11e), Spahić (40e+2), Fetić (77e) Transformation(s) : Subašić 2 (40e+3, 78e) Pénalité(s) : Subašić (20e) | Wiener Sportclub-Platz, Vienne 700 spectateurs Arbitre : Štěpán Čekal |
| 8 octobre 2016 | |                  | | Wiener Sportclub-Platz, Vienne 700 spectateurs Arbitre : Štěpán Čekal |

| 29 octobre 2016 | Slovénie | 74 - 13 (27 - 6) | Serbie                                                                                    | Sportni Park Siska, Ljubljana 500 spectateurs Arbitre : Matteo Liperini |
| 29 octobre 2016 | Essai(s) : M. Skofic 3 (10e, 41e, 67e), Catt 3 (23e, 36e, 60e), Burnik (40e), G. Skofic 3 (45e, 64e, 71e), Sambol (80e) Transformation(s) : F. Skofic 8 (37e, 40e, 42e, 61e, 65e, 68e, 72e, 80e) Pénalité(s) : Burnik (7e) |                  | Essai(s) : Arsić (48e) Transformation(s) : Martić (49e) Pénalité(s) : Martić 2 (15e, 20e) | Sportni Park Siska, Ljubljana 500 spectateurs Arbitre : Matteo Liperini |
| 29 octobre 2016 | |                  |                                                                                           | Sportni Park Siska, Ljubljana 500 spectateurs Arbitre : Matteo Liperini |

| 5 novembre 2016 | Serbie | 25 - 0 (forfait) | Turquie |  |
| 5 novembre 2016 |        |                  |         |  |
| 5 novembre 2016 |        |                  |         |  |

| 12 novembre 2016 | Turquie | 0 - 25 (forfait) | Autriche |  |
| 12 novembre 2016 |         |                  |          |  |
| 12 novembre 2016 |         |                  |          |  |

| 26 novembre 2017 | Turquie | 0 - 25 (forfait) | Slovénie |  |
| 26 novembre 2017 |         |                  |          |  |
| 26 novembre 2017 |         |                  |          |  |

| 4 mars 2017 | Bosnie-Herzégovine | 25 - 0 (forfait) | Turquie |  |
| 4 mars 2017 |                    |                  |         |  |
| 4 mars 2017 |                    |                  |         |  |

| 8 avril 2017 | Slovénie                                                                                            | 15 - 22 (12 - 13) | Bosnie-Herzégovine | Sportni Park Siska, Ljubljana 1 000 spectateurs Arbitre : Norbert Mátrai |
| 8 avril 2017 | Essai(s) : Pilko (37e), G. Skofic (40e) Transformation(s) : Burnik (40e) Pénalité(s) : Burnik (49e) |                   | Essai(s) : Lekić (38e) Transformation(s) : Vehabović (38e) Pénalité(s) : Vehabović 3 (11e, 45e, 68e) Drop(s) : Vehabović 2 (23e, 53e) | Sportni Park Siska, Ljubljana 1 000 spectateurs Arbitre : Norbert Mátrai |
| 8 avril 2017 | |                   | | Sportni Park Siska, Ljubljana 1 000 spectateurs Arbitre : Norbert Mátrai |

| 22 avril 2017 | Autriche                                                          | 13 - 0 (5 - 0) | Slovénie | Wiener Sportclub-Platz, Vienne 800 spectateurs Arbitre : Pedro Mendes da Silva |
| 22 avril 2017 | Essai(s) : Schneider (36e), Leidl (72e) Pénalité(s) : Leidl (44e) |                |          | Wiener Sportclub-Platz, Vienne 800 spectateurs Arbitre : Pedro Mendes da Silva |
| 22 avril 2017 |                                                                   |                |          | Wiener Sportclub-Platz, Vienne 800 spectateurs Arbitre : Pedro Mendes da Silva |

| 22 avril 2017 | Bosnie-Herzégovine                                                                                          | 21 - 10 (6 - 5) | Serbie                                    | Stadion Kamberovića polje, Zenica 300 spectateurs Arbitre : Csaba Priskin |
| 22 avril 2017 | Essai(s) : Oruć (52e), Topčić (76e) Transformation(s) : Subašić (52e) Pénalité(s) : Subašić 3 (2e, 8e, 45e) |                 | Essai(s) : Milinković (34e), Hadžić (50e) | Stadion Kamberovića polje, Zenica 300 spectateurs Arbitre : Csaba Priskin |
| 22 avril 2017 | |                 |                                           | Stadion Kamberovića polje, Zenica 300 spectateurs Arbitre : Csaba Priskin |

| 29 avril 2017 | Serbie | 29 - 12 (10 - 0) | Autriche                                                               | Makiš Stadium, Belgrade 200 spectateurs Arbitre : Shota Tevradze |
| 29 avril 2017 | Essai(s) : Hadzić (5e), Marinković 2 (17e, 58e), Keglić (63e), Panković (66e) Transformation(s) : Matijasević 2 (64e, ?) |                  | Essai(s) : Dachler (47e), Borer (71e) Transformation(s) : Dobner (72e) | Makiš Stadium, Belgrade 200 spectateurs Arbitre : Shota Tevradze |
| 29 avril 2017 | |                  |                                                                        | Makiš Stadium, Belgrade 200 spectateurs Arbitre : Shota Tevradze |

## Développement
Les matchs se disputent sous forme de tournoi organisé au Monténégro du 14 mai au 20 mai 2017.

### Classement
| Rang | Pays         | J | V | N | D | Bo | Bd | Pm | Pe | Diff | Pts |
| ---- | ------------ | - | - | - | - | -- | -- | -- | -- | ---- | --- |
| 1    | Slovaquie    | 2 | 1 | 0 | 1 | 0  | 1  | 52 | 42 | +10  | 5   |
| 2    | Monténégro   | 2 | 1 | 0 | 1 | 1  | 0  | 62 | 51 | +11  | 5   |
| 3    | Bulgarie (R) | 2 | 1 | 0 | 1 | 0  | 0  | 41 | 62 | -21  | 4   |

|  | Promu en Conférence 2 (no 1). |

### Détail des résultats
| 14 mai 2017 | Monténégro                                                         | 20 - 32 (15 - 15) | Slovaquie | Stadion u Parku, Tivat 150 spectateurs Arbitre : Cristian Serban |
| 14 mai 2017 | Essai(s) : M. Andric (3e), Vucicevic 2 (6e, 53e), D. Celebic (35e) |                   | Essai(s) : Kratochvíl (25e), Varga (38e), Mihalik (75e), Múdrik (78e), Vadina (79e) Transformation(s) : Puha 2 (38e, 78e) Pénalité(s) : Puha (27e) | Stadion u Parku, Tivat 150 spectateurs Arbitre : Cristian Serban |
| 14 mai 2017 |                                                                    |                   | | Stadion u Parku, Tivat 150 spectateurs Arbitre : Cristian Serban |

| 17 mai 2017 | Bulgarie | 22 - 20 (13 - 3) | Slovaquie | Stadion u Parku, Tivat 50 spectateurs Arbitre : Aleksander Mihgunov |
| 17 mai 2017 | Essai(s) : Parizov (10e) Transformation(s) : Nikolov (10e) Pénalité(s) : Nikolov 4 (19e, 40e, 46e, 73e) Drop(s) : Nikolov (50e) |                  | Essai(s) : Székely (51e), Náse (71e), Varga (78e) Transformation(s) : Múdrik (78e) Pénalité(s) : Múdrik (8e) | Stadion u Parku, Tivat 50 spectateurs Arbitre : Aleksander Mihgunov |
| 17 mai 2017 | |                  | | Stadion u Parku, Tivat 50 spectateurs Arbitre : Aleksander Mihgunov |

| 20 mai 2017 | Bulgarie                                                                                               | 19 - 42 (12 - 27) | Monténégro | Stadion u Parku, Tivat 100 spectateurs Arbitre : Vasiliu Razvan Andre |
| 20 mai 2017 | Essai(s) : Pavlov (76e) Transformation(s) : Nikolov (76e) Pénalité(s) : Nikolov 4 (1re, 13e, 26e, 27e) |                   | Essai(s) : Celebic (9e), M. Andric 2 (14e, 47e), Vucicevic 2 (28e, 67e), Lucic (36e), Roganovic 2 (40e, 58e) Transformation(s) : Kuc (9e) | Stadion u Parku, Tivat 100 spectateurs Arbitre : Vasiliu Razvan Andre |
| 20 mai 2017 | |                   | | Stadion u Parku, Tivat 100 spectateurs Arbitre : Vasiliu Razvan Andre |

## Barrages

### Barrage Championship-Trophy
| 20 mai 2017 | Belgique | 29 - 18 (14 - 15) | Portugal | Petit Heysel, Bruxelles 1 820 spectateurs Arbitre : Frank Murphy |
| 20 mai 2017 | Essai(s) : Benoy (6e), Reynaert 2 (8e, 67e), Dienst (45e) Transformation(s) : Williams 3 (7e, 9e, 46e) Pénalité(s) : Williams (72e) |                   | Essai(s) : Fragoso Mendes (21e), Ávila (25e) Transformation(s) : Ávila (23e) Pénalité(s) : Ávila 2 (35e, 56e) | Petit Heysel, Bruxelles 1 820 spectateurs Arbitre : Frank Murphy |
| 20 mai 2017 | |                   | | Petit Heysel, Bruxelles 1 820 spectateurs Arbitre : Frank Murphy |

### Barrage de promotion au Trophy
| 20 mai 2017 14h00 | République tchèque | 48 - 14 (24 - 7) | Malte                                                                        | Markéta Stadium, Prague 500 spectateurs Arbitre : Thomas Charabas |
| 20 mai 2017 14h00 | Essai(s) : Pantůček 2 (7e, 22e), Loutocký (19e), Caldaroni (34e), Schütz (54e), Havel (78e), Forst (80e+8) Transformation(s) : Forst 5 (8e, 20e, 55e, 79e, 80e+9) Pénalité(s) : Forst (65e) |                  | Essai(s) : Watts (24e), Cassar (47e) Transformation(s) : Morris 2 (25e, 48e) | Markéta Stadium, Prague 500 spectateurs Arbitre : Thomas Charabas |
| 20 mai 2017 14h00 | |                  |                                                                              | Markéta Stadium, Prague 500 spectateurs Arbitre : Thomas Charabas |